# Alter Felsenkeller (Leipzig)

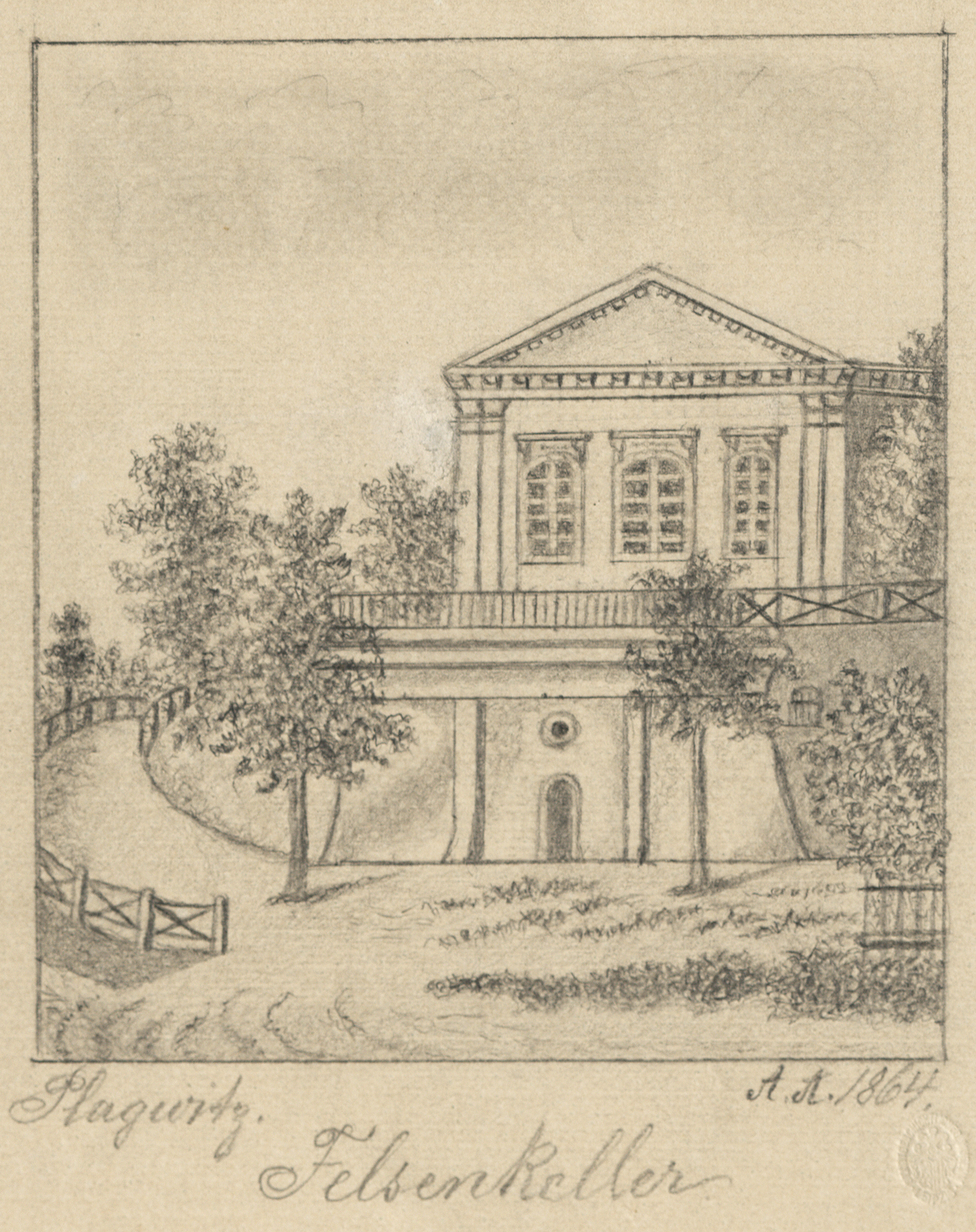
Alter Felsenkeller 1864

Der Alte Felsenkeller war ein Bierkeller und eine Gaststätte im Leipziger Stadtteil Plagwitz. Der noch existierende Gewölbekeller wurde 1842 erbaut, die Restaurationshalle bestand von 1844 bis 1943.

## Geschichte und Nutzung
Im Mai 1842 erwarb der Leipziger Brauer Carl Wilhelm Naumann (1792–1876) in der heutigen Zschocherschen Straße 12 in Plagwitz das sogenannte Böhmesche Gut, um auf dem Areal für seine Brauerei C. W. Naumann nach bayrischem Vorbild einen Bierkeller zu errichten. Die Aushub- und Bauarbeiten für das gemauerte und leicht erhobene Gewölbe dauerten von Juni bis November des Jahres, ab Januar 1843 wurde der Keller genutzt, um das Lagerbier der Brauerei mit Sitz in der Kleinen Funkenburg zu deponieren. Die unterirdische Anlage erstreckte sich von der Zschocherschen Straße bis zur heutigen Felsenkellerstraße. 

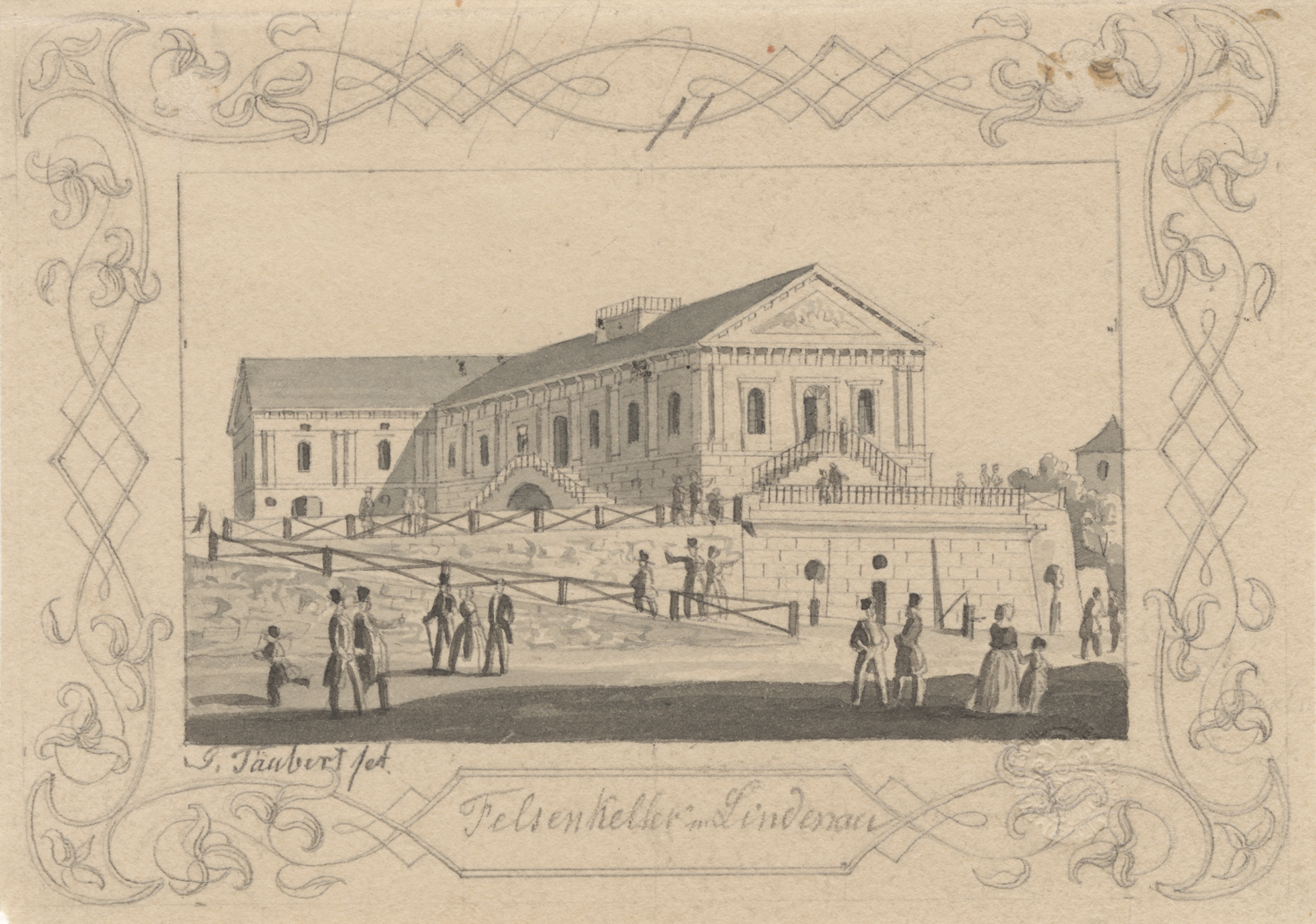
Alter Felsenkeller um 1870

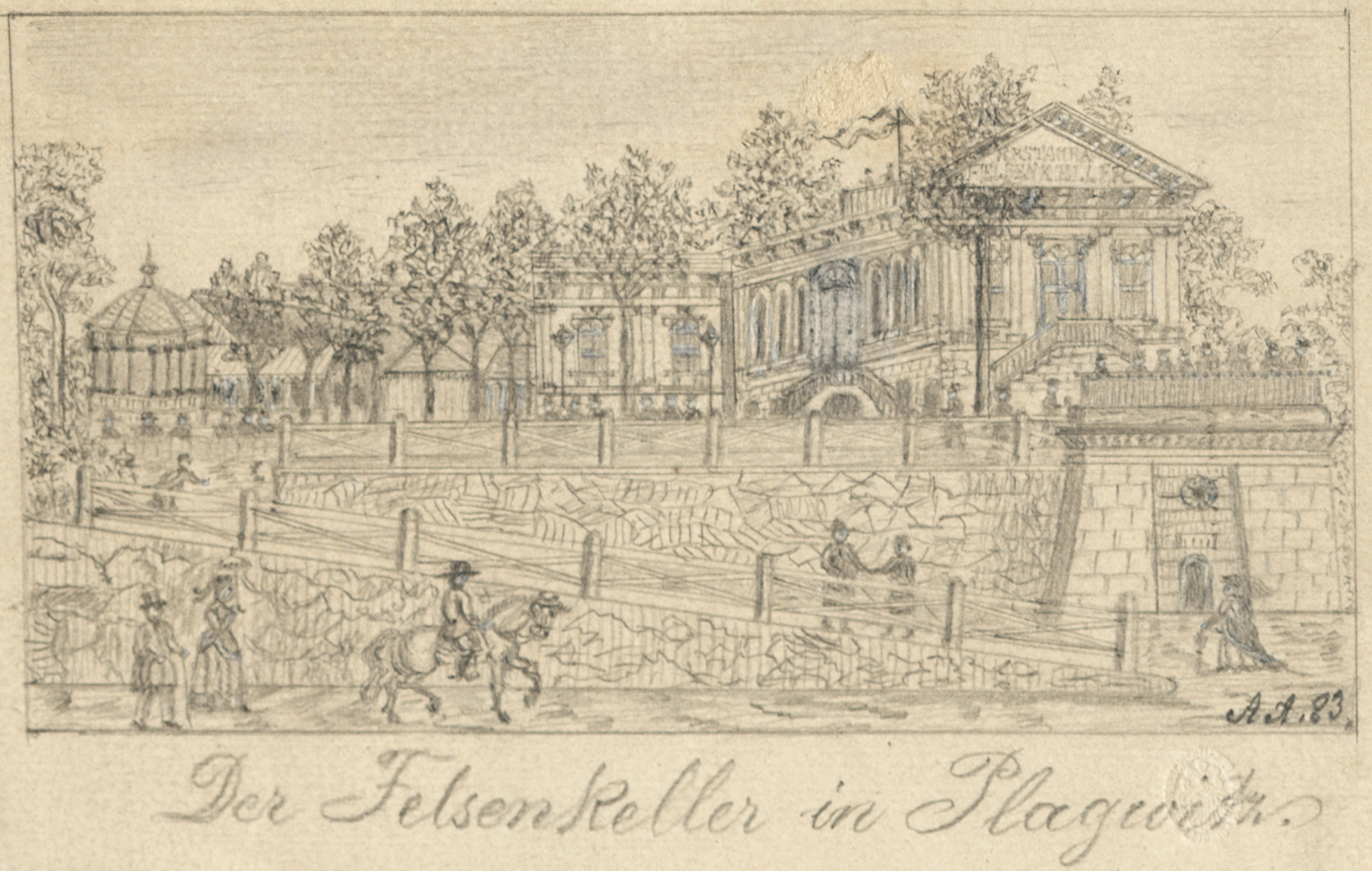
Alter Felsenkeller 1883

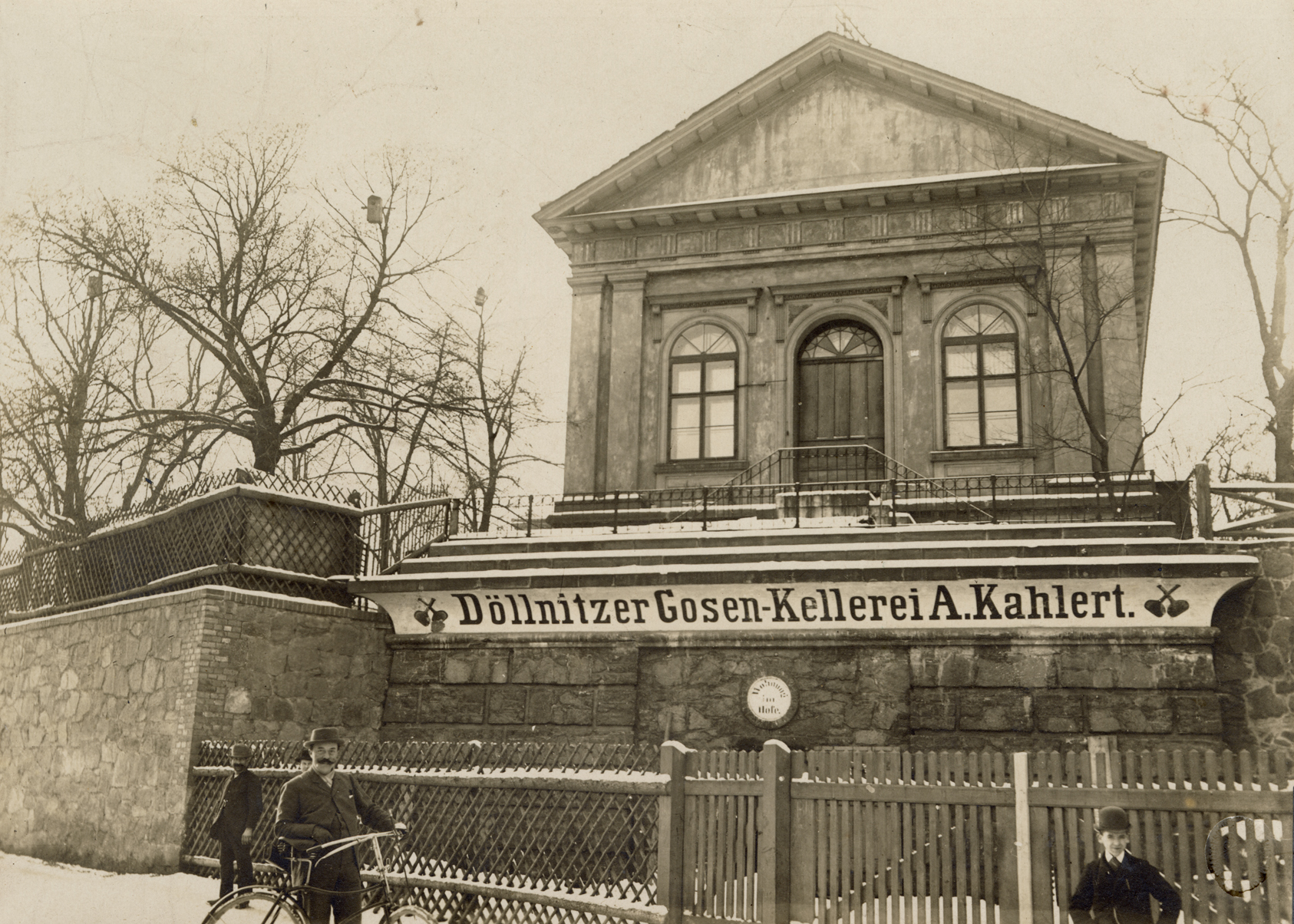
Alter Felsenkeller um 1905

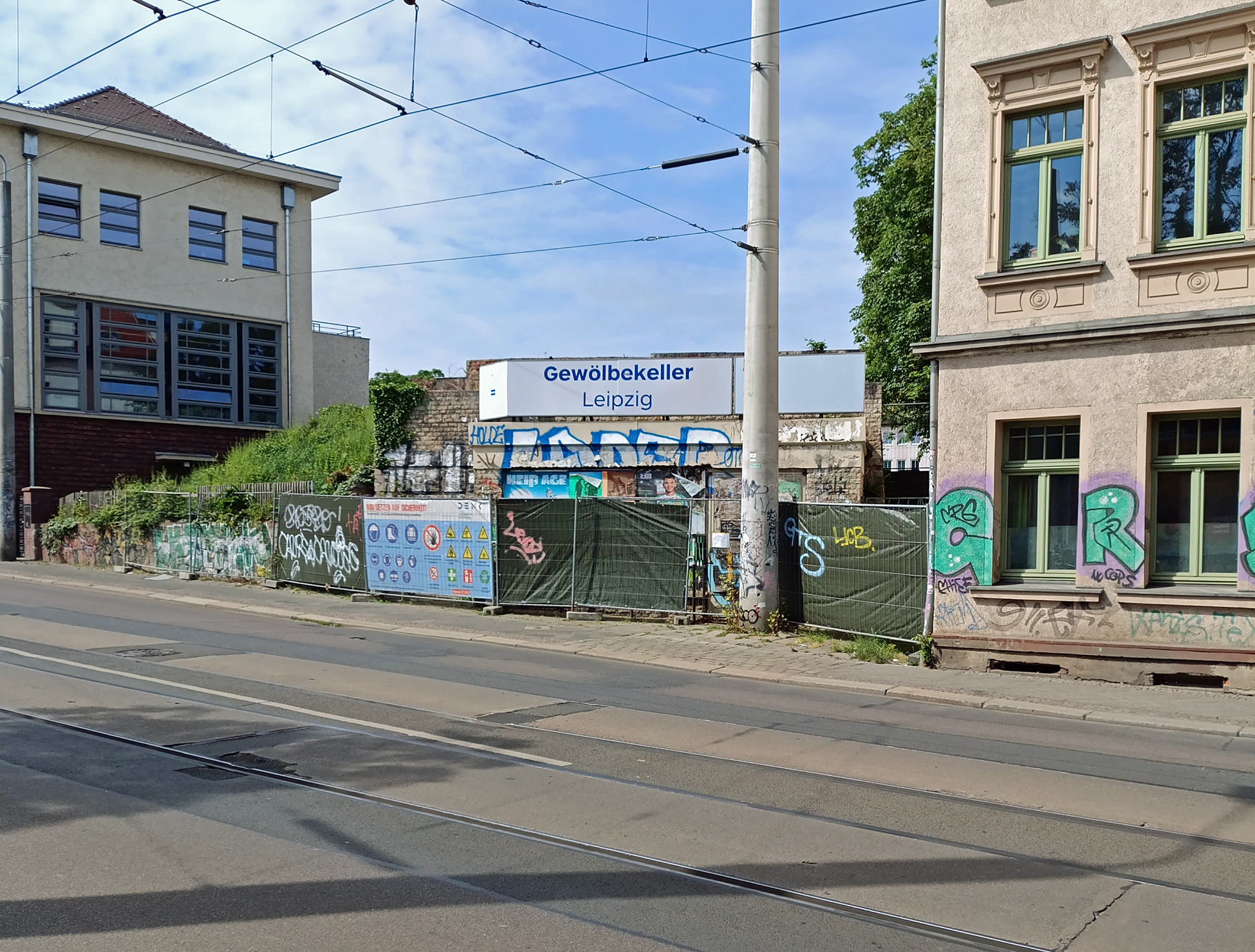
Alter Felsenkeller 2024

1844 wurde auf dem Kellergewölbe für Leipziger Ausflügler ein Restaurationssaal im klassizistischen Stil unter dem Namen Felsenkeller errichtet, der in den kommenden Jahrzehnten mehrfach erweitert wurde. Dabei entstand auf dem Areal auch eine kleine Parkanlage mit einem Pavillon. Der Keller wurde bis 1884 zur Bierlagerung genutzt, im Jahr 1886 erhielt die rückseitig gelegene Feldgasse den Namen Felsenkellerstraße. 1889/1890 wurde auf dem südlich angrenzenden Grundstück der neue Felsenkeller errichtet, das große Konzert- und Ballhaus löste den alten Felsenkeller ab, der danach nur noch zu Lager- und Wohnzwecken genutzt wurde. Der bekannte Name wurde für den Neubau übernommen. 1906 wurde der Alte Felsenkeller an den Rat der Stadt Leipzig verkauft, der das Gelände anschließend unter anderem für die Städtische Laternenwache und die Leipziger Schüler-Werkstatt nutzte.
Bei dem Luftangriff auf Leipzig am 4. Dezember 1943 wurde der oberirdische Teil des Alten Felsenkellers vollständig zerstört. Der teilweise verschüttete Gewölbekeller blieb erhalten, wurde aber anschließend nicht mehr benutzt. Von 1974 bis 1977 bauten Auszubildende und Beschäftigte des VEB Kombinats Polygraph und Studierende der Pädagogischen Hochschule „Clara Zetkin“ Leipzig die Kelleranlagen zu einem Jugendclub aus, dabei mussten etwa 6000 Kubikmeter Schutt beseitigt werden. Der Jugendclub unter dem Namen Victor Jara blieb bis zur Wende bestehen. 
Nach jahrelangem Leerstand betrieb der Verein Victors Garten e. V. von 2007 bis 2012 den Keller erneut unter dem Namen Victor Jara als Club sowie als Kunst- und Kulturzentrum. Ende März 2021 startete die Stadt Leipzig eine öffentliche Ausschreibung zur denkmalgerechten Sanierung des Kellergewölbes mit anschließender kultureller und gastronomischer Nutzung. Man entschied sich 2022 für ein Konzept der Felsenkellerstraße GmbH & Co. KG mit Einbeziehung des seit 2011/2012 oberirdisch auf dem Gelände ansässigen Gemeinschaftsgartens ANNALINDE gGmbH.